# آنتونی کی
آنتونی کی (انگلیسی: Antony Kay؛ زادهٔ ۲۱ اکتبر ۱۹۸۲) بازیکن فوتبال اهل بریتانیا است.
از باشگاه‌هایی که در آن بازی کرده است می‌توان به باشگاه فوتبال هادرزفیلد تاون، باشگاه فوتبال ترانمره راورز، باشگاه فوتبال میلتون کینز دونز، و باشگاه فوتبال بارنزلی اشاره کرد.
وی همچنین در تیم ملی فوتبال زیر ۱۸ سال انگلستان بازی کرده است.